# Puppy Love
Puppy Love (рус. Щенячья любовь) — короткометражный мультфильм о Микки Маусе, созданный Walt Disney Productions и выпущенный United Artists 14 августа 1933. Существует цветная версия мультфильма.

## Сюжет
Мультфильм начинается с того, как Минни Маус и Фифи приводят себя в порядок перед встречей с Микки Маусом и Плуто. По пути к дому Микки Маус видит влюбленные пары животных. Возле дома его приветливо встречает Минни Маус и предлагает ему пройти внутрь, а Плуто и Фифи остаются на улице. Внутри дома Микки дарит Минни коробку конфет и букет цветов. Плуто, после небольшого флирта с Фифи, тоже заходит в дом. В это время Минни дает Микки нотную тетрадь и просит его сыграть на пианино. Микки начинает играть, а Минни петь. Вскоре Минни присоединяется к Микки. На фоне этого Плуто пытается сблизиться с Фифи, но она увиливает от него. Чтобы добиться симпатии, он ворует коробку конфет, раннее подаренную Минни. Фифи без ума от подарка и несколько раз облизывает Плуто. Плуто пытается скрыть кражу,положив в пустую коробку кость, которая лежала в миске Фифи. К этому моменту Микки и Минни заканчивают игру на пианино и Микки предлагает перекусить конфетками. Открыв коробку и заметив кость,она начинает ругать Микки, а Фифи Плуто. Микки и Плуто выгоняют из дома. Минни плачет возле пианино и говорит о своей ненависти к мужчинам. Микки жалуется Плуто и замечает как животные рядом также ругаются. Фифи находит остатки конфет и приносит их Минни. Минни понимает, что Микки ни в чём не виноват и зовет его обратно домой. Микки и Минни счастливо целуются и танцуют в доме, а Фифи прощает Плуто.

## Создатели
- Режиссёр: Уилфред Джексон
- Продюсер: Уолт Дисней
- Композитор: Фрэнк Черчилль
- Аниматоры: Пол Аллен, Джонни Кэннон, Лес Кларк, Норман Фергусон, Дик Хьюмер, Дик Ланди, Фред Мур, Бен Шарпстин, Frenchy de Tremaudan

## Озвучивание и персонажи
- Микки Маус — Уолт Дисней
- Минни Маус — Марселлит Гарнер
- Плуто
- Пекинес Фифи

## Релиз
- США — 14 августа 1933
- Великобритания — 22 сентября 1933
- Германия — 21 февраля 1935
- Швеция — 17 марта 1935

### Телевидение
- Клуб Микки Мауса — 2 декабря 1955
- Mickey’s Mouse Tracks — Эпизод #5
- Donald’s Quack Attack — Эпизод #71

### Домашний релиз
VHS
- Mickey’s Family Album — 11 Июня 1998

Laserdisc
- Mickey Mouse: The Black and White Years
- Mickey’s Family Album — 11 Июня 1998

DVD
- Walt Disney Treasures — Mickey Mouse in Black and White
- Mickey & Minnie’s Sweetheart Stories

## Название
- Оригинальное название — Puppy Love
- Германия — Zweimal Liebe
- Испания — Amor de cachorrillos
- Финляндия — Poppa rakkauden
- Швеция — Trogen som en hund